# Schönbrunn (Bad Staffelstein)
Schönbrunn ist ein Gemeindeteil der oberfränkischen Stadt Bad Staffelstein im Landkreis Lichtenfels.

## Geografie
Das Dorf liegt zwischen Bad Staffelstein und Lichtenfels im Tal des Obermains im sogenannten Gottesgarten. In dem Ort befinden sich unter anderem Brunnenquellen, die von Niederschlägen auf der nordwestlichen Hangseite des Staffelbergmassives gespeist werden. Das Grundwasser strömt, oberhalb von wasserundurchlässigen tonhaltigen Erdschichten, in kieshaltigen Schichten, die in Schönbrunn mit Quellen enden.

## Geschichte
Schönbrunn wurde 1125 erstmals in einer Urkunde mit dem Zeugen Pabo de „Sconenbrunnen“ erwähnt. Westlich des Ortes befindet sich Burg Schönbrunn, ein Turmhügel, der wohl eine Wasserburg und ein Ansitz der Edelfreien de Sconenbrunnen war. 1262 wurde die Wasserburg dem Kloster Langheim geschenkt. 1317 erlosch das Geschlecht der Edelfreien von Schönbrunn. Der Ortsname kann als Siedlung am lauteren Quellbach gedeutet werden.
1801 bestand Schönbrunn neben dem Gemeindehaus, der Gemeindeschmiede und einem Hirtenhaus aus 23 fürstlichen, sechs langheimischen, drei banzischen, zwei Staffelsteiner Pfarr-, einem michelsbergischen, einem Fragment- und zwei häuslichen redwitzischen Senioratlehen. Die Landeshoheit, Zehnt, Dorfs-, Gemeinde- und Flurherrschaft sowie die Vogteilichkeit auf den fürstlichen und Staffelsteiner Pfarrlehen gehörten zum Amt Lichtenfels. 1862 erfolgte die Eingliederung von Schönbrunn in das neu geschaffene bayerische Bezirksamt Staffelstein.
Im Jahr 1871 hatte Schönbrunn 282 Einwohner und 174 Gebäude. In dem Ort befand sich eine katholische Schule. Die katholische Kirche war im 2,2 Kilometer entfernten Staffelstein. 1900 umfasste die Landgemeinde Schönbrunn eine Fläche von 291,48 Hektar, 254 Einwohner, von denen 248 katholisch waren, und 50 Wohngebäude. Die evangelische Schule und die Kirche befanden sich im 5,7 Kilometer entfernten Herreth.
1925 lebten 276 Personen in 48 Wohngebäuden, 1950 waren es 358 Einwohner und 48 Wohngebäude. Im Jahr 1970 hatte der Ort 380 Einwohner und 1987 442 Einwohner und 114 Wohngebäude.
Am 1. Juli 1972 wurde der Landkreis Staffelstein aufgelöst. Seitdem gehört Schönbrunn zum Landkreis Lichtenfels. Am 1. Januar 1977 wurde die Gemeinde Schönbrunn als Gemeindeteil in die Stadt Staffelstein eingegliedert.

## Baudenkmäler
In der Bayerischen Denkmalliste sind für Schönbrunn zwölf Baudenkmäler aufgeführt.